# Клекут 2
Клекут 2 (англ. Klehkoot 2) — індіанська резервація в Канаді, у провінції Британська Колумбія, у межах регіонального округу Елберні-Клекват.

## Населення
За даними перепису 2016 року, індіанська резервація нараховувала 15 осіб, показавши зростання на 50,0%, порівняно з 2011-м роком. Середня густина населення становила 12,8 осіб/км².

## Клімат
Середня річна температура становить 9,3°C, середня максимальна – 20,5°C, а середня мінімальна – -3,6°C. Середня річна кількість опадів – 2 037 мм.
| Клімат поселення                              | Клімат поселення | Клімат поселення | Клімат поселення | Клімат поселення | Клімат поселення | Клімат поселення | Клімат поселення | Клімат поселення | Клімат поселення | Клімат поселення | Клімат поселення | Клімат поселення | Клімат поселення |
| Показник                                      | Січ.             | Лют.             | Бер.             | Квіт.            | Трав.            | Черв.            | Лип.             | Серп.            | Вер.             | Жовт.            | Лист.            | Груд.            |                  |
| Середній максимум, °C                         | 7,71             | 9,01             | 11,32            | 13,90            | 17,29            | 20,11            | 20,32            | 20,49            | 17,38            | 12,76            | 8,46             | 5,16             |                  |
| Середня температура, °C                       | 2,05             | 3,34             | 5,66             | 8,26             | 11,64            | 14,46            | 17,21            | 17,39            | 14,26            | 9,66             | 5,36             | 2,05             |                  |
| Середній мінімум, °C                          | −3,6             | −2,32            | 0,01             | 2,59             | 5,97             | 8,79             | 14,10            | 14,28            | 11,16            | 6,55             | 2,24             | −1,06            |                  |
| Норма опадів, мм                              | 310              | 238              | 210              | 132              | 83               | 59               | 31               | 46               | 56               | 203              | 347              | 322              |                  |
| Середньомісячна швидкість вітру, м/с          | 3.38             | 3.16             | 3.45             | 3.43             | 3.35             | 3.37             | 3.25             | 2.92             | 2.68             | 2.98             | 3.46             | 3.35             |                  |
| Середньомісячна сонячна радіація, кДж/м²·день | 2864             | 5489             | 9630             | 14604            | 18271            | 19626            | 20535            | 17577            | 12834            | 6864             | 3295             | 2237             |                  |
| --------------------------------------------- | ---------------- | ---------------- | ---------------- | ---------------- | ---------------- | ---------------- | ---------------- | ---------------- | ---------------- | ---------------- | ---------------- | ---------------- | ---------------- |
| Джерело:                                      |                  |                  |                  |                  |                  |                  |                  |                  |                  |                  |                  |                  |                  |